# Thomisus schultzei
Thomisus schultzei es una especie de araña cangrejo del género Thomisus, familia Thomisidae. Fue descrita científicamente por Simon en 1910.

## Distribución
Esta especie se encuentra en Namibia y Sudáfrica.